# 佐野元彦
佐野 元彦（さの もとひこ）は、NHKのエグゼクティブプロデューサー。現在はNHKエンタープライズドラマ番組エグゼクティブプロデューサー
和歌山県出身。早稲田大学法学部卒業。1984年NHK入局。2003年「女神の恋」でチーフプロデューサーデビュー。
連続テレビ小説「天花」「あさが来た」、大河ドラマ「篤姫」等の制作統括。

## 主な作品
- 女神の恋 (2003)
- 楽園のつくりかた (2003)
- 天花 (テレビドラマ) (2004)
- 氷壁 (2006)
- マチベン (2006)
- 篤姫 (NHK大河ドラマ) (2008)
- 咲くやこの花 (2010)
- てのひらのメモ (2010)
- 蝶々さん〜最後の武士の娘〜 (2011)
- マドンナ・ヴェルデ〜娘のために産むこと〜 (2011)
- 薄桜記 (2011)
- 御鑓拝借〜酔いどれ小籐次留書〜 (2013)
- 極北ラプソディ (2013)
- 酔いどれ小籐次 (2013)
- 桜ほうさら（NHKグループ初の4Kドラマ）(2014)
- 吉原裏同心 (2014)
- あさが来た (2015)
- 陽炎の辻 完結編 (2017)
- 眩〜北斎の娘〜 (2017)
- 植木等とのぼせもん (2017)
- 雲霧仁左衛門4 (2018)
- 家康、江戸を建てる (2019)
- 盤上のアルファ〜約束の将棋〜 (2019)
- マンゴーの樹の下で〜ルソン島、戦火の約束〜 (2019)
- 歪んだ波紋（2019）
- ノースライト (2020)
- 剣樹抄〜光圀公と俺〜 (2021)
- 雲霧仁左衛門5 (2022)
- まんぞく まんぞく (2022)
- 大河ドラマが生まれた日 (2023)
- 雲霧仁左衛門6 (2023)
- 広重ぶるう (2024)
- おいち不思議がたり (2024)
- 雲霧仁左衛門ファイナル (2025)

## 主な受賞歴
- ＦＭシアター「戦争にソプラノはいらない」（演出） (1988)
  - 放送文化基金賞奨励賞

- 楽園のつくりかた　(2003)
  - 芸術祭優秀作品賞受賞 [2]。

- 氷壁　(2006)
  - ABU・アジア太平洋放送連合賞受賞 [3]。
- マチベン　(2006)
  - 芸術祭優秀賞受賞 [4]。
- 篤姫　(2008)
  - エランドール賞受賞 [5]。
  - 橋田賞受賞 [6]。

- 蝶々さん～最後の武士の娘 (2013)
  - アメリカフィルムビデオフェスティバルシルバー賞受賞 [7]。

- あさが来た (2016)
  - 東京ドラマアウォード2016グランプリ受賞 [8]。
  - 橋田賞受賞 [9]。

- 眩〜北斎の娘〜 (2017)
  - 平成29年度（第72回）文化庁芸術祭 テレビ・ドラマ部門 大賞 [10]
  - 放送文化基金賞優秀賞
  - 放送文化基金賞演技賞(宮﨑あおい)
  - ATP賞 総務大臣賞
  - ATTP 経済産業大臣賞
  - アメリカフィルムビデオフェスティバルシルバー賞
  - ABU賞　ドラマ部門グランプリ
  - 東京ドラマアウォード 単発ドラマグランプリ
  - アジア・テレビ賞（マレーシアで授賞式）ドラマ／テレビ映画部門最優秀賞
  - ニューヨークフェスティバル テレビ映画部門 金賞（Gold World Medal）

- 家康、江戸を建てる (2019)
  - アメリカフィルムビデオフェスティバルシルバー賞

- ノースライト (2020)
  - ギャラクシー賞2020年12月度月間賞、2020年度奨励賞 [11]

- 広重ぶるう (2024)
  - ルミエール・ジャパン・アワード 4K部門 優秀作品賞